# Марбері проти Медісона
Марбері проти Медісона (англ. Marbury v. Madison) — судовий прецедент, який розповсюдив компетенцію Верховного Суду США на судовий контроль.

## Обставини
Вільям Марбері, обурений діями республіканців, подав позов проти Державного Секретаря Джефферсона, Джеймса Медісона до Верховного суду США. Він заявляв, що підпадає під юрисдикцію § 13 Судового Акта 1789 року, за яким він мав право і на посаду, і на призначення.
Ця справа була вирішена не на користь Вільяма Марбері: суд не зобов'язав Джефферсона та його Державного Секретаря вчинити певні дії на користь позивача. Але при розгляді цієї справи суд постав перед необхідністю визначення відносин судової влади з державними органами. В результаті розгляду цієї справи судді заснували важливе повноваження Верховного суду: визначати конституційність актів виконавчої і законодавчої гілок влади. З того часу справа вважається головним джерелом американської доктрини про судовий контроль за діями та актами органів законодавчої і виконавчої влади.
Обґрунтовуючи повноваження Верховного суду здійснювати судовий конституційний контроль, Маршалл використав аргументи, які неодноразово в американській юриспруденції були предметом дискусій з приводу їх недостатньої переконливості.
24 лютого 1803 року Головний суддя Маршалл представив суду свою думку у справі Marbury v. Madison.
Американські вчені Джон Новак і Рональд Ротунда зазначають, що, розглядаючи цю справу, Маршалл мав вирішити три ключових питання:
1. чи мав Марбері право бути призначеним на посаді мирового судді?
2. чи передбачали закони США судовий захист у разі обмеження цього права?
3. чи міг судовий наказ про виконання відповідачем вимог позивача бути предметом позову до Верховного суду?

Маршалл спочатку визнав, що Марбері мав право бути призначеним, оскільки наказ про його призначення був підписаний Президентом США і скріплений печаткою Державного Секретаря США. Керуючись актом Конгресу, на підставі якого були здійснені призначення мирових суддів в окрузі Колумбія, Маршалл визнав, що призначення Марбері було «визнаним законом правом».
Аналізуючи суть наказу посадовій особі про виконання вимоги позивача, Маршалл заявив, що Верховний суд має право переглядати акти виконавчої влади. Враховуючи, що даний судовий припис є наказом посадовій особі вчинити певну дію, Маршалл поставив питання про те, чи може такий судовий припис бути використаний проти посадових осіб виконавчої влади.
Якщо Конституція чи федеральний закон покладають певний обов'язок на виконавчу владу, суд може вимагати його здійснення в примусовому порядку. У такому випадку немає втручання у владу, надану Президенту, а має місце лише перевірка законності його дій. Тому Маршалл заявив:
- по-перше, дії виконавчої влади є предметом судового контролю відповідно до Конституції і законів США,
- по-друге, що федеральна судова влада може вимагати від виконавчої влади дотримання цих принципів.

Цей аналіз залишав відкритим питання про те, чи міг судовий наказ посадовій особі про виконання вимог позивача бути предметом позову в цій справі. Розглядаючи це питання, Маршалл заявив про неузгодженість між передбаченою законом юрисдикцією Верховного суду і юрисдикцією Верховного суду, що встановлена ст. 3 Конституції США. Маршалл визнав, що Розділ 13 Судового Акта 1789 року передбачав можливість подання до Верховного суду позовів з вимогами, подібними до вимоги Марбері.
На думку Маршалла, Конгрес міг змінювати юрисдикцію Верховного суду як апеляційної інстанції, але ст. 3 Конституції встановлювала юрисдикцію Верховного суду як І інстанції. Таким чином, мала місце неузгодженість між юрисдикцією, передбаченою законом і Конституцією. Це примусило Маршалла поставити питання про те, чи мав юридичну силу закон, який суперечив Конституції, і чи міг Верховний суд визнати такий закон неконституційним.
Суд мав вирішити, чи оголосити Конституцію вищим законом, норми якого є обов'язковими для всіх, чи дозволити законодавчому органу бути суб'єктом права з необмеженою владою. Маршалл констатував, що факт визнання народом письмової Конституції, в якій виписані обов'язки федеральної державної влади на майбутнє, є свідченням того, що Конституція має бути вищим законом, норми якого є обов'язковими для всіх. Якщо Конституція є вищим законом, тоді акт, несумісний з нею, має бути визнаний недійсним.
Відкритим залишалося питання про те, чи зобов'язані суди керуватися актом законодавства, який не узгоджується з Конституцією. Посилаючись на попереднє визнання Конституції найвищим законом нації, Маршалл заявив, що тлумачення Конституції, здійснені судом, є остаточними.
Маршалл сформулював декілька інших аргументів на підтвердження права судової влади визнавати закони недійсними, якщо вони суперечать Конституції. Оскільки суд має керуватися або законодавчим актом, або Конституцією в даній справі, нездатність суду відмовитись від застосування законодавчого акта на користь Конституції, зведе нанівець «затвердження письмової Конституції». Сам текст Конституції підтверджує це повноваження суду, оскільки Конституція поширює судову владу на «всі справи, які виникають на підставі Конституції».
Для обґрунтування своєї точки зору Маршалл заявив, що судді зобов'язуються присягою дотримуватися Конституції. Це означає, що судді повинні керуватися Конституцією, а не будь-яким іншим актом.
Маршалл звернув увагу суду також на п. 2 ст. 6 Конституції США про верховенство федерального права над правом штатів, зазначаючи про те, що ця норма явно свідчить, що Конституція є найвищим законом країни і що всі законодавчі акти США можуть бути визнані такими лише за умови, що «вони прийняті у повній відповідності з Конституцією». Тому, вважав Маршалл, судді повинні керуватися лише тими законами, які прийняті «на виконання Конституції».
Розгляд справи Marbury v. Madison закінчився винесенням ухвали про те, що Верховний суд не уповноважений приймати до розгляду позов з вимогою про видачу судового наказу посадовій особі про задоволення вимог позивача, оскільки це не узгоджується з тією юрисдикцією суду, яка передбачена в ст. 3 Конституції США. Розділ 13 Судового Акта 1789 року, який містив норми, що суперечили Конституції США, був визнаний таким, що не має юридичної сили.
Незважаючи на те, що остаточне рішення у цій справі було винесено майже два сторіччя тому, інтерес до вивчення цієї справи і насамперед тих аргументів, які використовував Маршалл для доведення доктрини судового конституційного контролю, не зменшується. Багато вчених критикували Маршалла за слабкість тих аргументів, які він висував на користь судового конституційного контролю. Ця критика стосувалася в основному двох аспектів:
1. несхвалення того способу, в який Маршалл дійшов висновку про конституційну владу суду над іншими гілками влади;
2. аргументи Маршалла на користь судової влади сприймаються як прості твердження про наявність такої влади без достатнього обґрунтування.

Так, наприклад, щодо першого аспекту американські вчені Д. Новак та Р. Ротунда зазначають, що, визнаючи Конституцію вищим актом, вищим за інші закони, Маршалл ставив питання про те, чи повинна судова влада керуватися законом, який суперечить Конституції . Маршалл доводив, що обов'язок судової влади полягає у тому, щоб дати тлумачення Конституції як закону, що має найвищу юридичну силу, в разі виникнення неузгодженості між ним та іншим актом законодавства. Проте, на думку вчених, цей принцип не доводить, що саме суд є тим органом, якому належить право остаточно вирішити питання щодо конституційності певного законодавчого акта. На їх думку, суд міг відмовитись застосовувати законодавчий акт лише в цій справі, а не створювати доктрину загального застосування.
Незначним, на думку цих учених, є і той аргумент Маршалла на користь судового конституційного контролю, що судді згідно з Конституцією присягають дотримуватися її. На їх думку, якщо така присяга дає суддям право вирішувати, чи застосовувати окремий акт Конгресу при винесенні рішення, то це не означає, що вони наділені повноваженнями найвищої сили з тлумачення Конституції, оскільки посадові особи законодавчої і виконавчої влад складають подібні присяги.
Стаття 6 Конституції США, на думку Д. Новака і Р. Ротунди, встановлює, що федеральні закони є вищими за закони і конституції штатів; в ній нічого не сказано про відносини між федеральною судовою владою та іншими гілками влади. Аргумент Маршалла, що тільки ті закони, які прийняті згідно з Конституцією, можуть вважатися вищими законами нації, не є переконливим, оскільки породжує запитання: хто визначає, які законодавчі акти відповідають Конституції, а які ні.
Незважаючи на те, що рішення у справі Marbury v. Madison неодноразово ставало об'єктом критики, концепція судового конституційного контролю, яка була сформульована в цьому рішенні, є унікальним внеском до американської юриспруденції. Цю справу продовжують розглядати як головне джерело американської доктрини про судовий конституційний контроль щодо актів та дій органів законодавчої і виконавчої влади, адже в цій судовій справі судді підтвердили свої повноваження визначати законність виконавчої поведінки та конституційність законодавства.
Після розгляду справи Marbury v. Madison Верховний суд США до 1857 р. не оголосив неконституційним жодного акта Конгресу. Лише у 1857 р. у справі Dred Scott v. Sanford Верховний суд висловився на користь збереження рабства, оголосивши неконституційним Місурійський компроміс 1820 р. Проте внаслідок розгляду декількох наступних судових рішень 1810—1824 рр. остаточно утвердилась практика визнання неконституційними законів штатів на підставі їх невідповідності Конституції США чи іншим законодавчим актам Конгресу. Вчений В. Б. Євдокімов вказує на три таких справи, які Верховний суд США розглядав під головуванням Дж. Маршалла — справа Fletcher v. Peck (1810), McCulloch v. Maryland (1819) і Gibbons v. Ogden (1824).